# DC vs. Marvel
DC vs. Marvel Comics (выпуски #2-3 названы Marvel Comics vs. DC) — комикс-кроссовер, опубликованный в апреле и мае 1996 года издательствами DC Comics и Marvel Comics. Написан Роном Мартцем и Питером Дэвидом и проиллюстрирована Дэном Юргенсом и Клаудио Кастеллини.

## Сюжет
Получившаяся Амальгамная вселенная объединила все альтернативные версии персонажей обоих издательств (в тот период оба издательства ненадолго объединились под названием Amalgam Comics). Привести вселенные в нормальное состояние удалось персонажу по прозвищу Доступ вместе с Бэтменом и Капитаном Америкой, а братья согласились на перемирие.

### Дуэли
Шесть основных поединков (победитель выделен полужирным):
- Аквамен (DC) против Нэмора (Marvel)
- Женщина-кошка (DC) против Электры (Marvel)
- Флэш (DC) против Ртути (Marvel)
- Робин (DC) против Джубили (Marvel)
- Зелёный Фонарь (DC) против Серебряного Сёрфера (Marvel)
- Капитан Марвел (DC) против Тора (Marvel)

Пять дополнительных поединков, выбранных путём голосования:
- Бэтмен (DC) против Капитана Америка (Marvel)[4]
- Супербой (DC) против Человека-паука (Marvel)
- Лобо (DC) против Росомахи (Marvel)
- Чудо-женщина (DC) против Грозы (Marvel)
- Супермен (DC) против Халка (Marvel)

## Коллекционные издания
В сентябре 1996 года серия была выпущена в виде специального, 163-страничного коллекционного издания под названием DC versus Marvel Comics (ISBN 1-56389-294-4) в комплекте с выпуском Doctor Strangefate #1.